# Mai 2015
Portal Geschichte | Portal Biografien | Aktuelle Ereignisse | Jahreskalender | Tagesartikel

◄ |
20. Jahrhundert |
21. Jahrhundert

◄ |
1980er |
1990er |
2000er |
2010er
| 2020er | 2030er | 2040er

◄ |
2011 |
2012 |
2013 |
2014 |
2015
| 2016 | 2017 | 2018 | 2019 | ►

◄ |
Februar 2015 |
März 2015 |
April 2015 |
Mai 2015 |
Juni 2015 |
Juli 2015 |
August 2015 |
►
Dieser Artikel behandelt tagesbezogene Nachrichten und Ereignisse im Mai 2015.

## Tagesgeschehen

### Freitag, 1. Mai 2015

Logo der Weltausstellung in Mailand, Italien

- Frankfurt am Main/Deutschland: Zum ersten Mal wird das Radrennen Rund um den Finanzplatz Eschborn-Frankfurt wegen eines Bombenfundes in Oberursel abgesagt.[1]
- Köln/Deutschland: Im 35. DFB-Pokalfinale der Frauen im Rheinenergiestadion gewinnt der VfL Wolfsburg mit 3:0 gegen den 1. FFC Turbine Potsdam.[2]
- Mailand/Italien: Gewalttätige Demonstrationen begleiten die Eröffnung der Weltausstellung Expo 2015.[3]

### Samstag, 2. Mai 2015
- London/Vereinigtes Königreich: Das zweite Kind des zweiten britischen Thronfolgers Prinz William kommt zur Welt.[4]
- Tripolis/Libyen: In mehreren Einsätzen vor der libyschen Küste, an denen zusammen 16 Schiffe aus Italien und Frankreich beteiligt sind, werden 3690 in Seenot geratene Bootsflüchtlinge aus verschiedenen Ländern gerettet. Darüber hinaus retten griechische Schiffsbesatzungen weitere 530 Flüchtlinge in der Ägäis.[5]

### Sonntag, 3. Mai 2015
- Bujumbura/Burundi: Bei anhaltenden Unruhen wegen der Kandidatur von Staatspräsident Pierre Nkurunziza für eine umstrittene dritte Amtszeit sterben mindestens 12 Menschen.[6]
- Garland/Vereinigte Staaten: Bei einem Anschlag auf eine Ausstellung von Mohammed-Karikaturen im texanischen Garland werden die beiden Attentäter von der Polizei erschossen. Die Terrororganisation Islamischer Staat bekennt sich zu diesem Attentat.[7]
- Stepanakert/Aserbaidschan: Bei den Parlamentswahlen in der Republik Bergkarabach wird die Partei Freie Heimat stärkste Kraft mit elf Sitzen. Je vier Mandate erhalten die Demokratische Partei Arzachs sowie die Armenische Revolutionäre Föderation.[8] Die Europäische Union erkennt die Wahlen nicht an.[9]

### Montag, 4. Mai 2015
- Kundus/Afghanistan: Nach aufflammenden Kämpfen zwischen Taliban und Regierungstruppen in der nordafghanischen Provinz Kundus befinden sich Tausende auf der Flucht. Regierung und internationale Hilfsorganisationen sind überfordert.[10]

### Dienstag, 5. Mai 2015
- Bützow/Deutschland: Ein Tornado der Stärke F3 verursacht in der mecklenburgischen Kleinstadt Sachschäden in Millionenhöhe. Zudem werden 30 Personen verletzt.
- Frankfurt am Main/Deutschland: Die Gewerkschaft Deutscher Lokomotivführer beginnt einen sechstägigen Streik im Personenverkehr, der längste in der Geschichte der Deutschen Bahn.[11]
- Jakarta/Indonesien: Nach zahlreichen Misshandlungen und wegen schlechter Arbeitsbedingungen in Saudi-Arabien und weiteren Staaten des Nahen Ostens, verbietet die indonesische Regierung ihren Bürgern, als Gastarbeiter in den Nahen Osten zu reisen.[12]
- Kokopo/Papua-Neuguinea: Ein Erdbeben der Stärke 7,5 Mw mit dem Epizentrum 130 km südsüdwestlich von Kokopo und einer Tiefe von 55 km führt zu kleineren Sachschäden.[13] Die ausgelöste Tsunami-Warnung wird schnell wieder aufgehoben.[14]

### Mittwoch, 6. Mai 2015
- Jerusalem/Israel: Mehr als anderthalb Monate nach der israelischen Parlamentswahl bildet der bisherige Ministerpräsident Benjamin Netanjahu von Likud mit knapper Mehrheit eine rechts-religiöse Regierung. Der Koalition gehören neben seinem eigenen Parteienbündnis Kulanu, Jüdisches Heim (Siedlerpartei) sowie die beiden religiösen Parteien Vereinigtes Thora-Judentum und Schas an. Die Palästinenser reagieren besorgt im Hinblick auf den Friedensprozess, da die neue Regierung gegen den Frieden und das Prinzip der Zwei-Staaten-Lösung ist.[15]

### Donnerstag, 7. Mai 2015

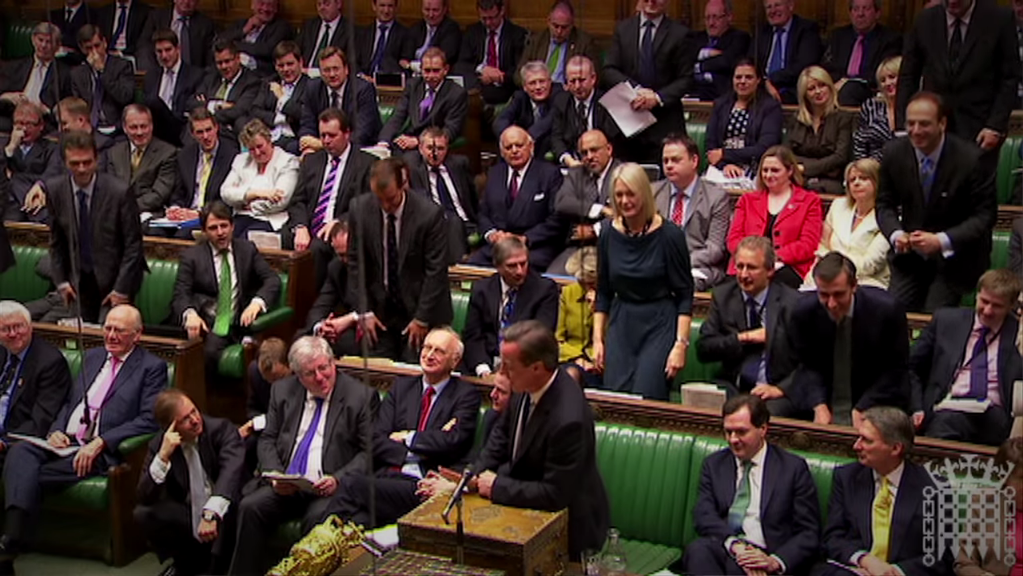
House of Commons, Konservative Partei (2012)

- London/Vereinigtes Königreich: Bei der Wahl zum Unterhaus („House of Commons“) gewinnt die Konservative Partei von Premierminister David Cameron die meisten Stimmen. Ihr Koalitionspartner, die Liberaldemokraten unter Nick Clegg, erleidet massive Einbußen. Auch Oppositionsführer Ed Miliband bleibt mit der Partei der Arbeit besonders in England und Wales hinter den eigenen Erwartungen zurück. In Schottland entfallen auf die Schottische Nationalpartei unter Nicola Sturgeon nahezu alle der zu vergebenden Sitze.[16]
- Neu-Delhi/Indien: Die Lok Sabha, erste Kammer des indischen Parlaments, stimmt dem indisch-bangladeschischen Grenzvertrag zu, der damit ratifiziert ist.

### Freitag, 8. Mai 2015
- Guatemala-Stadt/Guatemala: Die guatemaltekische Vizepräsidentin Roxana Baldetti reicht nach einem Korruptionsskandal ihren Rücktritt ein.[17]
- Moskau/Russland: Russlands Präsident Wladimir Putin und Chinas Staatschef Xi Jinping vereinbaren eine engere Zusammenarbeit im militärischen Bereich und in der zivilen Luftfahrt.[18] Darüber hinaus erhalten russische Unternehmen und Banken finanzielle Hilfen aus dem Nachbarland, da diese aufgrund der westlichen Sanktionen wegen des Ukraine-Krieges weitgehend vom Kapitalmarkt abgeschnitten sind.[19]
- Naltar/Pakistan: Beim mutmaßlichen Abschuss eines Mi-17-Militärhubschraubers durch eine SAM-7-Flugabwehrrakete der Taliban in der Provinz Gilgit-Baltistan, sterben mindestens sechs Personen.[20] Unter den Opfern des Hubschraubers befinden sich die beiden Piloten sowie die beiden Botschafter Leif Larsen aus Norwegen und der Botschafter der Philippinen, Domingo Lucenario Jr. Der polnische Botschafter Andrzej Ananiczolish und der niederländische Botschafter Marcel de Vink werden verletzt.[21]
- Südpazifik: Der russische Raumtransporter Progress M-27M verglüht über dem Südpazifik westlich von Chile.[22]

### Samstag, 9. Mai 2015
- Kumanovo/Mazedonien: Bei einer Razzia wird die Polizei von Heckenschützen beschossen und mit Granaten und automatischen Waffen angegriffen. Bei den Schießereien zwischen mazedonischen Polizeikräften und einer bisher unbekannten bewaffneten Gruppe in einem mehrheitlich von Albanern bewohnten Stadtteil, sterben fünf Polizisten und Dutzende werden verletzt. Am Ende des Tages sei die Gruppe mithilfe der Unterstützung der Organisation für Sicherheit und Zusammenarbeit in Europa (OSZE) „neutralisiert“ worden.[23]
- Monrovia/Liberia: Die Weltgesundheitsorganisation erklärt Liberia für ebolafrei. In der Hauptstadt Monrovia feiern Tausende die Ankündigung.[24]
- Sevilla/Spanien: Bei einem Testflug stürzt ein militärisches Transportflugzeug vom Typ Airbus A400M in der Nähe des Flughafens von Sevilla ab. Dabei verunglücken vier Personen tödlich, zwei weitere werden schwer verletzt.[25]

### Sonntag, 10. Mai 2015
- Bremen/Deutschland: Bei der Bürgerschaftswahl wird die SPD erneut stärkste Kraft, muss aber deutliche Verluste hinnehmen. Die größte Oppositionspartei, die CDU, gewinnt leicht hinzu. Während die Grünen die Hälfte ihrer Stimmen verlieren, gewinnt die Linke deutlich und kann ihren Stimmenanteil nahezu verdoppeln. Den Einzug ins Parlament schaffen auch FDP und erstmals die AfD. Die BiW holt ein Mandat. Die Wahlbeteiligung ist historisch niedrig.[26] Als Konsequenz auf die Stimmenverluste seiner Partei kündigt Bürgermeister Jens Böhrnsen am Folgetag an, nicht mehr für das Amt des Regierungschefs zu kandidieren.[27]
- Kumanovo/Mazedonien: Die bewaffneten Auseinandersetzungen halten den zweiten Tag in Folge an. Die Zahl der getöteten Polizisten steigt auf acht, weitere 37 Polizisten werden verletzt. Nach Angaben der mazedonischen Innenministerin Gordana Jankulovska sind 14 „Terroristen“ getötet worden. Währenddessen erklärt die Regierung Mazedoniens den 10. und 11. Mai zu Trauertagen. Nach einer Meldung in einer albanischsprachigen Zeitung bezeichnet sich die bewaffnete Gruppe als Ushtria Çlirimtare Kombëtare (Nationale Befreiungsarmee).[23]
- London/Vereinigtes Königreich: Pulitzerpreisträger Seymour Hersh veröffentlicht den Investigativreport The Killing of Osama Bin Laden, der dem Narrativ der Regierung der Vereinigten Staaten zur Tötung von Osama bin Laden widerspricht, und gerät daraufhin in Kritik.[28]
- Warschau/Polen: Bei der Präsidentschaftswahl erreicht keiner der Kandidaten die absolute Mehrheit. Der nationalkonservative Herausforderer Andrzej Duda liegt mit 34,7 % der Stimmen gut einen Prozentpunkt vor Amtsinhaber Bronisław Komorowski. Damit kommt es am 24. Mai zu einer Stichwahl zwischen beiden Kandidaten.[29]

### Montag, 11. Mai 2015
- Georgetown/Guyana: Bei den Parlamentswahlen gewinnt das Oppositionsbündnis des ehemaligen Generals David Granger mehr Stimmen als die Regierungspartei des amtierenden Präsidenten Donald Ramotar. Letzterer fordert eine Neuauszählung der Stimmen. Guyana steht damit vermutlich vor einem Machtwechsel.[30]
- Kuala Lumpur/Malaysia: In Südostasien spitzt sich eine Flüchtlingskrise zu. Rund 8000 Flüchtlinge, meist Angehörige der muslimischen Minderheit der Rohingya aus Myanmar, treiben seit Wochen auf dem Meer. In Malaysia und Indonesien kommen über 1500 durch Vitaminmangel ausgezehrte Flüchtlinge an Land und werden als illegale Migranten in Internierungslager gebracht. Die indonesische Marine schickt ein Boot mit Flüchtlingen auf die hohe See zurück, weil diese nicht nach Indonesien wollen. Vor allem thailändische Schlepper versuchen, die Flüchtlinge nach Malaysia zu schleusen.[31]
- New York/Vereinigte Staaten: Auf einer Auktion von Christie’s wird das 1955 von Pablo Picasso erschaffene Gemälde Die Frauen von Algier für das Gebot von 179,4 Millionen US-Dollar an einen unbekannten Bieter verkauft und ist nun das teuerste Gemälde der Welt.[32]

### Dienstag, 12. Mai 2015

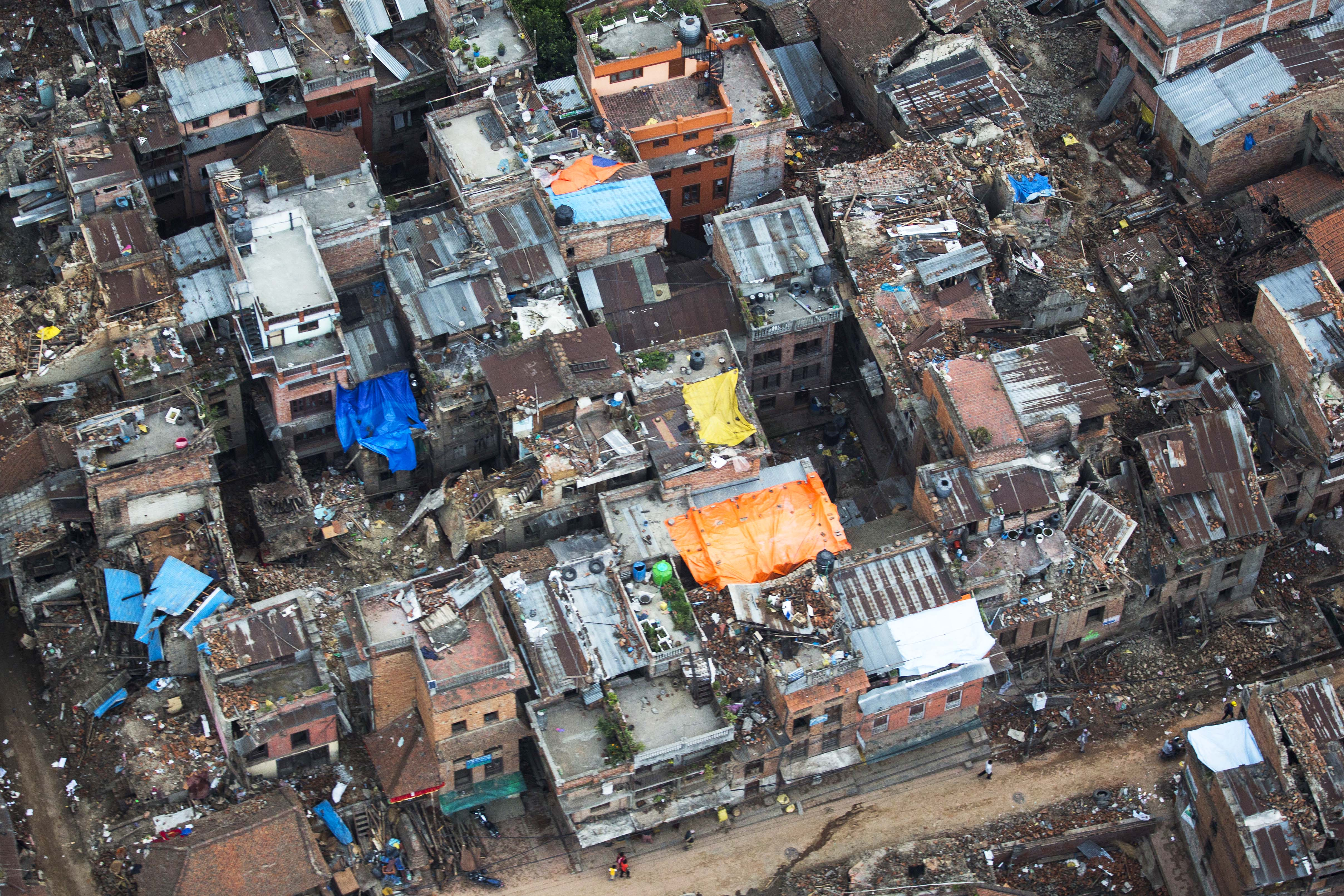
Zerstörte Häuser in Nepal nach der Erdbebenserie (10. Mai)

- Chautara/Nepal: Bei einem Nachbeben der Stärke 7,3 in einer Tiefe von zehn Kilometern sterben bei Namche Bazar mindestens 40 Menschen in Nepal und 17 weitere in Indien.[33] Zur gleichen Zeit verschwindet ein US-Marine-Hubschrauber der Joint Task Force 505 des Typs Bell UH-1Y Huey mit sechs US-amerikanischen Soldaten und zwei Nepalesen an Bord spurlos.[34]
- München/Deutschland: Die beiden Gemälde „Zwei Reiter am Strand“ von Max Liebermann und „Sitzende Frau“ von Henri Matisse aus dem Nachlass von Cornelius Gurlitt, gehen an die Nachkommen der jüdischen Eigentümer zurück.[35]
- Philadelphia/Vereinigte Staaten: Beim Eisenbahnunfall von Port Richmond nahe Philadelphia sterben 5 Menschen und 200 weitere werden verletzt.[36]
- Sylhet/Bangladesch: Der Islamkritiker, Blogger und Buchautor Ananta Bijoy Das wird beim Verlassen seiner Wohnung im Subid-Bazar-Distrikt vor dieser erstochen. Nach Washiqur Rahman und Avijit Roy, ist dies bereits der dritte gewaltsame Tod eines Bloggers aus dem südasiatischen Land in diesem Jahr.[37]

### Mittwoch, 13. Mai 2015
- Bujumbura/Burundi: Bei Unruhen und einem Putschversuch gegen Präsident Pierre Nkurunziza sterben mindestens 15 Menschen.[38]
- Homs/Syrien: Im Gouvernement Homs sterben beim Vormarsch der Terrororganisation Islamischer Staat auf die antike Oasenstadt Palmyra mindestens 26 Zivilisten.[39]
- Kabul/Afghanistan: Bei einem Anschlag auf das häufig von Ausländern besuchte Park-Palace-Hotel bzw. das Konzert des bekannten afghanischen Sängers Altaf Husain und einer anschließenden siebenstündigen Geiselnahme, werden mindestens fünf Personen getötet. Die islamistische Miliz Taliban bekennt sich zu dem Anschlag.[40]
- Karatschi/Pakistan: Bei einem Anschlag auf einen mit Schiiten besetzten Bus kommen in Karatschi 47 Menschen um, 13 weitere überleben verletzt.[41]
- León/Nicaragua: Der Vulkan Telica bricht aus und spuckt ein Gemisch aus Asche und Gas.[42]
- Maiduguri/Nigeria: Bei Kämpfen zwischen nigerianische Streitkräften und Boko Haram kommen fünf Soldaten um, zwölf weitere werden verletzt.[43]
- Valenzuela City/Philippinen: Beim Brand einer für westliche Firmen produzierenden Schuhfabrik sterben mindestens 72 Arbeiter.[44]

### Donnerstag, 14. Mai 2015
- Aachen/Deutschland: Der Internationale Karlspreis zu Aachen wird an den Präsidenten des Europäischen Parlaments, Martin Schulz, verliehen, der Karlspreis der Jugend dem luxemburgischen Twitter-Projekt @RealTime WW1 zuerkannt. Anlässlich der Verleihung sprechen der französische Staatspräsident François Hollande, der deutsche Bundespräsident Joachim Gauck und der jordanische König Abdullah II.[45]
- Berlin/Deutschland: Mit einem 2:1 im Finale gegen Paris Saint-Germain gewinnt der 1. FFC Frankfurt die UEFA Women’s Champions League.[46]
- Mannheim/Deutschland: Wegen einer Bombendrohung wird das Live-Finale der deutschen ProSieben-Fernsehsendung Germany’s Next Topmodel in der SAP Arena abgebrochen.[47]

### Freitag, 15. Mai 2015
- Ramadi/Irak: Die Terrororganisation Islamischer Staat (IS) nimmt die Stadt und damit den Regierungssitz der Provinz al-Anbar fast vollständig ein.[48]

### Samstag, 16. Mai 2015
- Baikonur/Kasachstan: Eine russische Proton-M Briz-M-Rakete stürzt rund acht Minuten nach dem Start ab. Nach ersten Angaben schaltete die dritte Stufe zu früh ab. Nutzlast war der rund 350 Millionen US-Dollar teure mexikanische Kommunikationssatellit MexSat-1 (Centenario) des staatlichen Post- und Verkehrsministeriums, der bis 2030 in Betrieb hätte bleiben sollen.[49][50]
- Deir ez-Zor/Syrien: In einer Kommandoaktion töten US-Soldaten der Delta Force nahe dem Ölfeld al-Omar den IS-Kommandeur mit Kampfnamen Abu Sayyaf Al-Tunisi. Seine Ehefrau wird gefangen genommen und eine Jesidin befreit. US-Präsident Barack Obama hat den Militäreinsatz mit Zustimmung der irakischen Regierung angeordnet.[51][52]
- Palmyra/Syrien: Die Terrororganisation Islamischer Staat (IS) erobert Teile der Stadt Palmyra und gefährdet die antiken Stätten, die zum UNESCO-Welterbe gehören.[53]

### Sonntag, 17. Mai 2015
- Prag/Tschechische Republik: Mit einem 6:1-Sieg gegen Titelverteidiger Russland gewinnt Kanada zum 25. Mal die Eishockey-Weltmeisterschaft der Herren.[54]

### Montag, 18. Mai 2015
- Bujumbura/Burundi: Nach einem gescheiterten Putschversuch entlässt Präsident Pierre Nkurunziza drei Minister, darunter den Verteidigungsminister Emmanuel Ntahomvukiye.[55]

### Dienstag, 19. Mai 2015
- Lusaka/Sambia: Zur Jagdsaison 2016/17 hebt Sambia das Jagdverbot auf Großkatzen wie Löwen und Leoparden auf und erlaubt den Abschuss mit limitierten Quoten.[56]

### Mittwoch, 20. Mai 2015
- Pjöngjang/Nordkorea: Ohne Begründung lädt Nordkorea UN-Generalsekretär Ban Ki-moon kurz vor seinem geplanten Besuch des Industriekomplexes Kaesŏng, einer Sonderwirtschaftszone unweit der innerkoreanischen Demarkationslinie, aus.[57]
- Santa Barbara/Vereinigte Staaten: Ein Leck an einer Pipeline des Unternehmens Plains All American Pipeline verursacht vor der Küste von Santa Barbara im US-Bundesstaat Kalifornien eine Ölpest. Etwa 400.000 Liter auslaufendes Öl führen zu einem 14 km langen Ölteppich.[58]

### Donnerstag, 21. Mai 2015
- Riga/Lettland: Beim vierten Gipfeltreffen der Östlichen Partnerschaft versucht die EU, ihr Verhältnis zu den Staaten Osteuropas neu zu justieren.[59]

### Freitag, 22. Mai 2015
- al-Qatif/Saudi-Arabien: Bei einem Selbstmordanschlag der Terrororganisation Islamischer Staat auf die schiitische Imam-Ali-Moschee im Stadtteil Al Qudaih, rund 30 Kilometer vom Flughafen Dammam entfernt, werden 21 Personen getötet und 123 verletzt.[60]
- Dublin/Irland: Das Referendum über die Legalisierung gleichgeschlechtlicher Eheschließungen und eine Verfassungsänderung erreicht eine Zustimmung von 62,1 Prozent der abgegebenen Stimmen bei einer Wahlbeteiligung von gut 60 Prozent.[61]
- Michoacán/Mexiko: Bei Schießereien zwischen der mexikanischen Bundespolizei und bewaffneten Zivilisten werden in dem von einem Drogenkartell dominierten Ort Tanhuato zwei Polizisten und 37 Personen getötet.[62]
- Popayán/Kolumbien: Die kolumbianischen Streitkräfte greifen mit rund 600 Soldaten und Luftunterstützung im Departamento del Cauca ein Lager der marxistischen Guerillabewegung FARC-EP an und töten 26 Guerillas. Staatspräsident Juan Manuel Santos hat den Angriff in der Bergbauprovinz angeordnet, da im April durch einen Angriff der FARC in Cauca insgesamt 11 Soldaten getötet wurden. Die FARC hat die seit 20. Dezember 2014 bestehende einseitige Waffenruhe nach dem Angriff aufgehoben.[63]

### Samstag, 23. Mai 2015
- Wien/Österreich: Das Finale des 60. Eurovision Song Contests gewinnt Måns Zelmerlöw für Schweden mit seinem Titel Heroes. Er gewann mit 365 Punkte, die drittgrößte Punktzahl. Der deutsche Beitrag teilt sich den letzten Platz mit dem des Gastgebers.[64]
- München/Deutschland: Der FC Bayern München ist nun offiziell Deutscher Fußballmeister 2015.
- Der Mathematiker John Forbes Nash Jr. verunglückt tödlich mit seiner Ehefrau Alicia Lardé bei einem Verkehrsunfall nahe Monroe Township, New Jersey.

### Sonntag, 24. Mai 2015

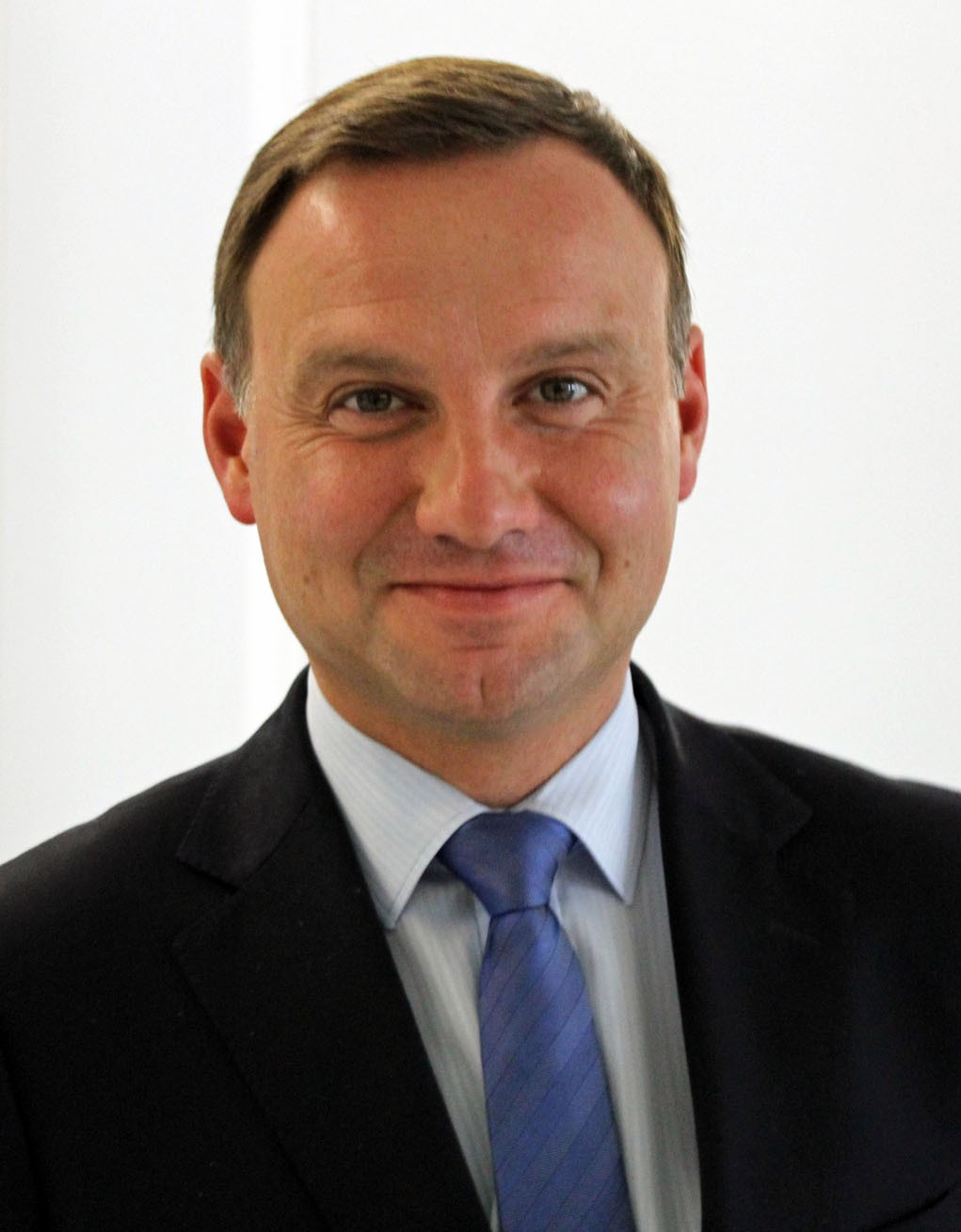
Andrzej Duda

- Addis Abeba/Äthiopien: Noch vor Bekanntgabe des Endergebnisses der Parlamentswahlen, bezeichnet die Oppositionspartei Semeyawi diese als weder frei noch fair und somit undemokratisch. Hochrechnungen sehen die Partei Revolutionäre Demokratische Front der Äthiopischen Völker als Sieger der Wahl mit 442 von 547 errungenen Mandaten.[65]
- Madrid/Spanien: Bei den Regional- und Kommunalwahlen in Spanien 2015 erleidet die regierende konservative Volkspartei kräftige Stimmenverluste. Überraschende Erfolge erzielt die neue Linkspartei Podemos, die aufgrund unklarer Mehrheitsverhältnisse in den Regionen ebenso wie die neue liberale Bewegung Ciudadanos an Einfluss gewinnen werden.[66]
- Warschau/Polen: Bei der Stichwahl um das Amt des Präsidenten zwischen Bronisław Komorowski (PO) und Andrzej Duda (PIS) setzt sich der konservative Kandidat Duda mit knapp 52 Prozent der Stimmen durch. Komorowski räumt seine Niederlage bereits nach Bekanntgabe der ersten Prognosen ein.[67]

### Montag, 25. Mai 2015
- Cuxhaven/Deutschland: Das mit Nitrophoska beladene Schiff Purple Beach gerät in der Deutschen Bucht in Brand. Der Laderaum wird mit Kohlendioxid geflutet. Das Havariekommando in Cuxhaven übernimmt die Leitung der Brandbekämpfung.[68][69]
- Hyderabad/Indien: Eine extreme Hitzewelle in den Bundesstaaten Andhra Pradesh und Telangana fordert mindestens 434 Tote.[70][71]
- Padang Besar/Malaysia: Die malaysische Polizei entdeckt an der Grenze zu Thailand 28 Lager von Menschenhändlern und 139 Gräber, in denen mutmaßlich muslimische Flüchtlinge aus Myanmar (die verfolgte Minderheit der Rohingya) und aus Bangladesch verscharrt wurden. Einige der Dschungelcamps in einer entlegenen Bergregion sollen mehr als fünf Jahre bestanden haben, erklärt der malaysische Innenminister Ahmad Zahid Hamidi.[72][73]

### Dienstag, 26. Mai 2015
- Shenyang/China: Die Polizei nimmt 175 Plünderer fest, die 1168 Artefakte im Wert von über 80 Mio. Euro aus der neolithischen Ausgrabungsstätte Niuheliang in der Mandschurei entwendet haben.[74]

### Mittwoch, 27. Mai 2015
- Zürich/Schweiz: Sieben Funktionäre des Weltfußballverbandes FIFA werden im Auftrag des Bundesamts für Justiz (BJ) aufgrund eines Verhaftsersuchens des Justizministeriums der Vereinigten Staaten in Auslieferungshaft genommen.[75] Die Verhaftungen durch die Zürcher Kantonspolizei im Hotel Baur au Lac erfolgten wegen Vorwürfen der Geldwäsche, die Annahmen von Bestechungsgeldern sowie Korruption bei den FIFA-WM-Vergaben und den TV-Rechten.[76]
- Moskau/Russische Föderation: Das Russische Außenministerium übergibt mehreren EU-Delegationen eine Visasperrliste. Auf ihr sind 89 europäische Politiker, Militärs und Personen aus der Wirtschaft aufgeführt, denen die Einreise nach Russland untersagt wird.[77] Die Europäische Union kritisiert die Liste als „willkürlich, intransparent und ungerechtfertigt“.[78]
- Warschau/Polen: Der FC Sevilla gewinnt durch einen 3:2-Finalsieg gegen den FK Dnipro die UEFA Europa League.[79]

### Donnerstag, 28. Mai 2015

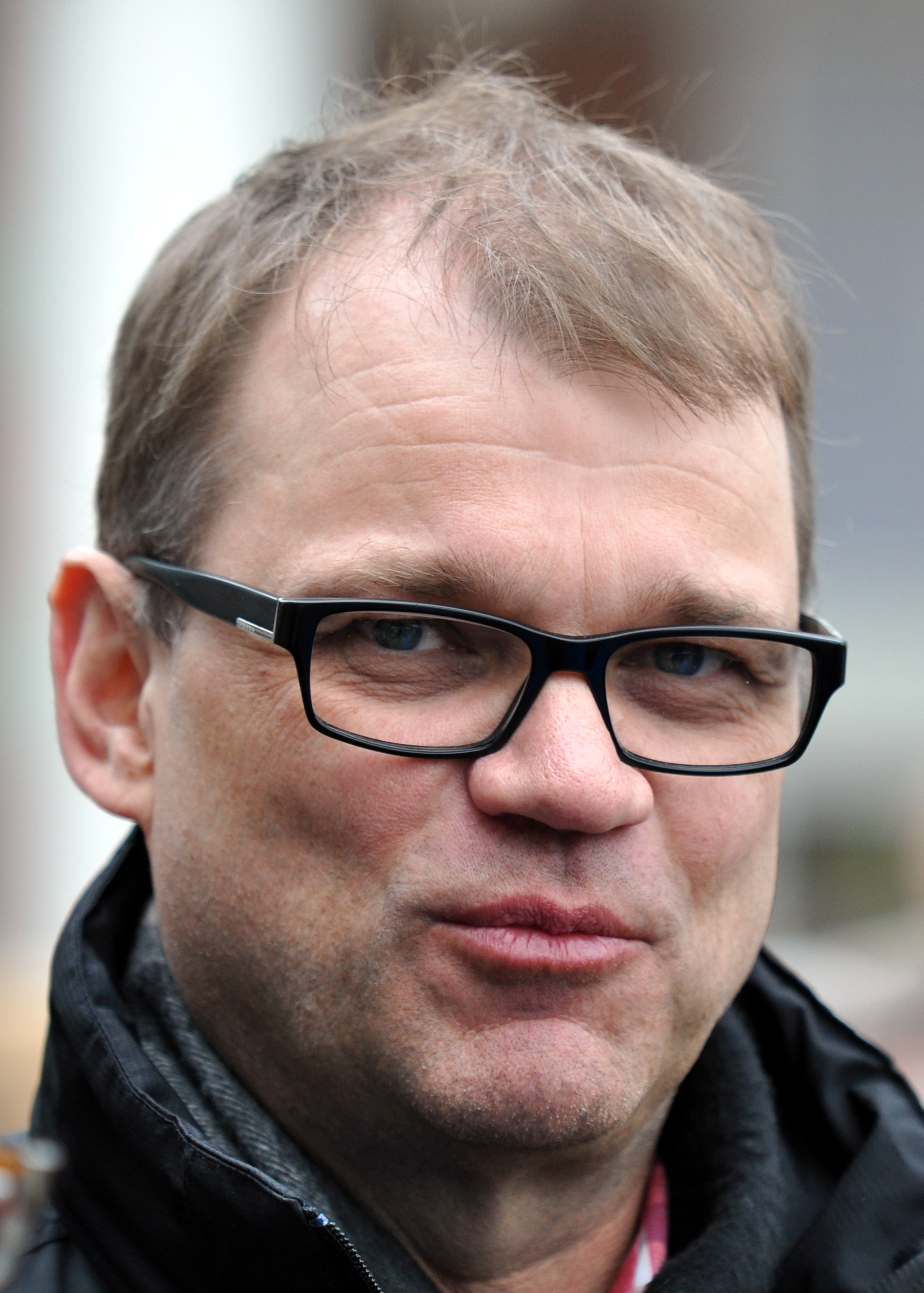
Juha Sipilä

- Den Haag/Niederlande: Der Generaldirektor der Organisation für das Verbot chemischer Waffen (OPCW), Ahmet Üzümcü, erklärt, es seien rund 90 Prozent der deklarierten Chemiewaffenvorräte weltweit zerstört, darunter 63.000 Tonnen aus Russland und den USA sowie 1300 Tonnen aus Syrien.[80]
- Helsinki/Finnland: Nach dem Sieg der Zentrumspartei bei den Parlamentswahlen im April wird Juha Sipilä zum neuen Ministerpräsidenten Finnlands gewählt. Seine Regierung wird am Folgetag vorgestellt.[81]
- Lincoln/Vereinigte Staaten: Die Nebraska Legislature spricht sich mit 30 zu 19 Stimmen für die Abschaffung der Todesstrafe im US-Bundesstaat Nebraska aus und setzt ein Veto des republikanischen Gouverneurs Pete Ricketts außer Kraft.[82]

### Freitag, 29. Mai 2015
- Ariha/Syrien: Rebellen der Militärallianz Dschaisch al-Fatah erobern im syrischen Bürgerkrieg die Stadt Ariha. Die syrischen Streitkräfte und die Verbündete libanesische Hisbollah-Miliz sowie iranische Kämpfer ziehen sich aus der Stadt zurück.[83]
- Sirte/Libyen: Die Terrororganisation Islamischer Staat (IS) übernimmt erneut die Kontrolle über die Stadt Sirte und erobert erstmals den Luftwaffenstützpunkt Gardabya. Sie vertreiben Kämpfer der Brigade 166, die mit der islamistischen Fadschr Libiya verbündet ist.[84]
- Washington, D.C./Vereinigte Staaten: Die US-Regierung unter Barack Obama streicht Kuba von der Liste der Terrorismus unterstützender Staaten. Kuba wurde 1982 auf die Liste gesetzt, weil es unter anderem Mitglieder der baskischen Untergrundorganisation Euskadi Ta Askatasuna (ETA) und der kolumbianischen marxistischen Guerillagruppe Fuerzas Armadas Revolucionarias de Colombia (FARC) unterstützte.[85]
- Basel/Schweiz: Der Titelverteidiger FC Basel ist offiziell Schweizer Fussballmeister 2015.

### Samstag, 30. Mai 2015

Les Républicains, „die Republikaner“

- Berlin/Deutschland: Im Berliner Olympiastadion gewinnt der VfL Wolfsburg mit einem 3:1-Sieg das 72. DFB-Pokalfinale der Männer gegen Borussia Dortmund.[86]
- Paris/Frankreich: Die UMP, die größte französische Oppositionspartei, gibt sich unter ihrem Vorsitzenden Nicolas Sarkozy ein neues Parteistatut und einen neuen Namen: Les Républicains, „die Republikaner“.[87]

### Sonntag, 31. Mai 2015
- Eisenstadt/Österreich: Bei der Landtagswahl im Burgenland erleiden die regierenden Parteien SPÖ und ÖVP hohe Verluste, während die FPÖ deutlich hinzugewinnt. Das Ergebnis der ÖVP von weniger als 30 % Stimmenanteil ist das historisch niedrigste seit Gründung der Partei.[88]
- Graz/Österreich: Bei der Landtagswahl in der Steiermark verliert die SPÖ massiv. Die FPÖ gewinnt deutlich Stimmenanteile hinzu und liegt fast gleichauf mit SPÖ und ÖVP.[89]
- Maiduguri/Nigeria: Durch ein Selbstmordattentat werden in einer Moschee in Maiduguri 26 Personen getötet und weitere 28 verletzt.[90]
- Mailand/Italien: Der Gesamtsieg der 98. Auflage des Rad-Etappenrennens Giro d’Italia geht an den Spanier Alberto Contador. Er gewann diese Rundfahrt in seiner Karriere schon zweimal, verlor aber einen Titel wegen einer nachträglichen Dopingsperre.[91]
- Reykjavík/Island: Unter dem Gletscher Langjökull wird zum 1. Juni der mit 500 Metern Länge und 30 Metern Tiefe größte Eistunnel Europas eröffnet.[92]
- Rom/Italien: In den Regionen Venetien, Ligurien, Umbrien, der Toskana, den Marken, Kampanien und Apulien sind 20 Millionen Italiener zu Wahlen zu den Regionalparlamenten aufgerufen. In etwa 1000 Kommunen, darunter Mantua, Venedig und Agrigent, finden gleichzeitig Wahlen zum Amt des Bürgermeisters statt.[93]
- Wien/Österreich: Titelverteidiger RB Salzburg ist offiziell Österreichischer Fußballmeister 2015.

## Weblinks

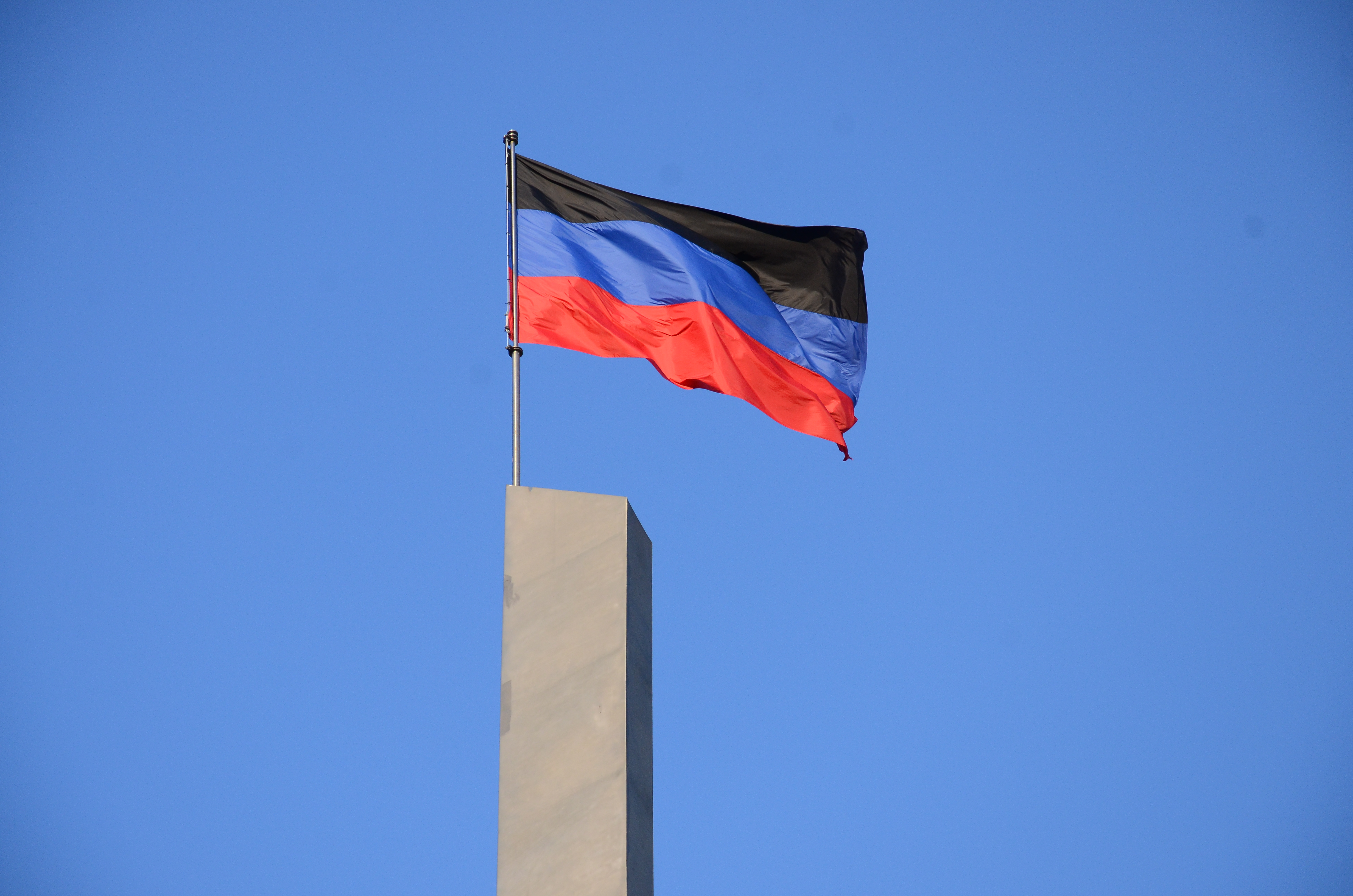
Donezk im Mai 2015